# Pocisk strzelecki

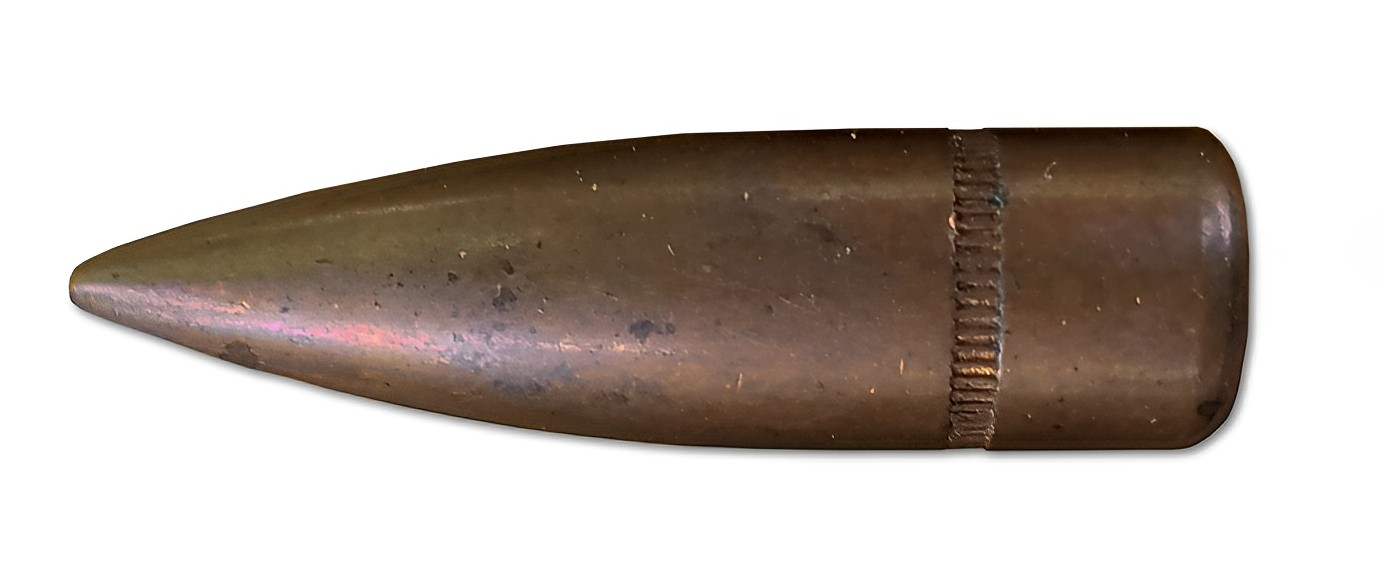
Pocisk strzelecki kalibru 7,62 mm z naboju .30-06 Springfield

Pocisk strzelecki – rodzaj pocisku przeznaczonego do wystrzeliwania z broni strzeleckiej. Element naboju strzeleckiego, którego podstawowym przeznaczeniem jest niszczenie siły żywej. Zazwyczaj zalicza się do nich pociski o kalibrze poniżej 20 mm, ale mogą być to również wybuchowe pociski nadkalibrowe, zwane granatami nasadkowymi, o średnicy kilkudziesięciu mm. 

## Budowa

Przekrój pocisku strzeleckiego 1. płaszcz 2. koszulka 3. rdzeń

Przekrój złożonego pocisku przeciwpancerno-zapalającego z rdzeniem, ładunkiem wybuchowym i zapalającym

Jest wykonany w kształcie wydłużonej bryły obrotowej z ostrołukową lub zaokrągloną częścią głowicową (przednią), krótką cylindryczną częścią prowadzącą i stożkową częścią denną. Pocisk może być wykonany z jednego materiału (pociski jednolite) lub składać się z kilku części, takich jak:
- płaszcz,
- koszulka - wykonana zazwyczaj z ołowiu, dająca odpowiednią masę, co za tym idzie energię kinetyczną,
- rdzeń - wykonany z twardego metalu, zwiększający możliwość penetracji,
- smugacz,
- ładunek materiału wybuchowego,
- ładunek zapalający.

## Podział
W zależności od rodzaju broni rozróżniamy pociski strzeleckie:
- rewolwerowe (rewolwery),
- pistoletowe (pistolety, pistolety maszynowe),
- pośrednie (karabinki, karabinki maszynowe),
- karabinowe (karabiny, ręczne, ciężkie, uniwersalne karabiny maszynowe),
- wielkokalibrowe (wielkokalibrowe karabiny maszynowe).

Ze względu na przeznaczenie rozróżnia się pociski strzeleckie:
- zwykłe,
- przeciwpancerne,
- zapalające,
- smugowe,
- wskaźnikowe,
- przeciwpancerno-zapalające,
- zapalająco-smugowe.